# Myricales
Ordre
Classification APG II (2003)
Classification APG III (2009)
L'ordre des Myricales regroupe des plantes dicotylédones.
En classification classique de Cronquist (1981) il ne comprend qu'une famille :
- Myricacées

Pour la classification phylogénétique APG II (2003) et la classification phylogénétique APG III (2009) cet ordre n'est plus pertinent et les Myricacées sont placées dans l'ordre des Fagales.